# Dânaca

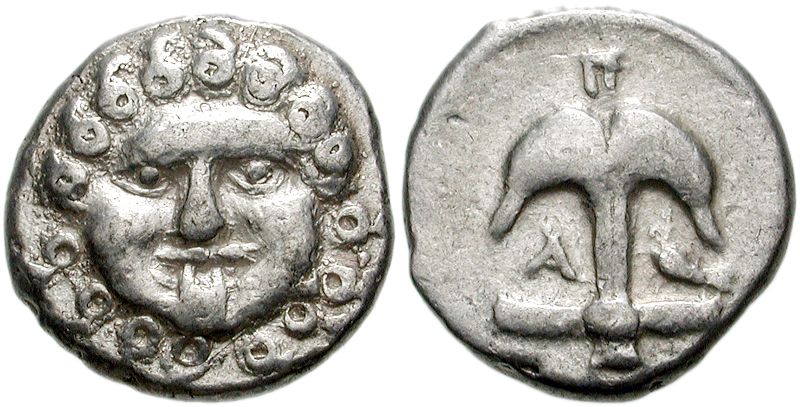
A cabeça da Górgona é um ícone numismático frequente nas dânacas

Dânaca (em grego: Δανάκη; romaniz.: Danáke) foi uma pequena moeda de prata do Império Aquemênida (em persa antigo: dânake) que equivalia ao óbolo grego e circulou entre os gregos orientais. Mais tarde viria a ser utilizada pelos gregos em outros metais. O gramático do século II Júlio Pólux dá o nome como danikê, danakê ou danikon e diz que foi uma moeda persa, mas pelo tempo de Pólux essa acepção é um anacronismo.
O termo, tal como utilizado pelos arqueólogos, é vago quando a denominação. As moedas de prata ou ouro sepultadas com os mortos são frequentemente referidas como dânacas e presume-se que seriam uma forma do óbolo de Caronte. Numismatas também têm notado a dânaca como uma moeda elusiva de identidade, especulando que os gregos usavam o termo livremente para moedas desmonetizadas de origem estrangeira.
Na Pérsia, a dânaca foi originalmente uma unidade de peso para volume de prata, representando 1⁄18 de um xéquel (1.05 gm). Este uso da palavra tornar-se-ia obsoleto. No período helenístico e mais adiante ele designou o óbolo de prata da Ática, que originalmente representou a sexta parte de um dracma; no persa novo dâng significa "um sexto".

## Uso habitual

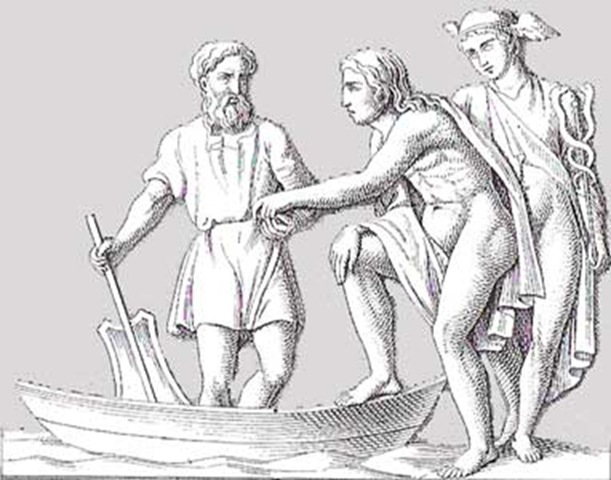
Caronte recebe uma moeda para a travessia de uma alma guiada por Hermes (Mercúrio) como psicopompo

A dânaca é uma das moedas que serviram como o chamado óbolo de Caronte, que era colocado sobre ou na boca de um defunto para pagar o barqueiro que carregaria as almas através do rio que dividia o mundo dos vivos daquele dos mortos. O óbolo de Caronte é, por vezes, especificadamente chamado naulo (em grego: ναῦλον; romaniz.: naulon; em latim: naulum; lit. "taxa do barco"). O lexicógrafo da era cristã Hesíquio de Alexandria dá "o óbolo para o morto" como um dos significados de δανάκη, e a Suda define a dânaca como uma moeda tradicionalmente sepultada com o morto para pagamento do barqueiro para cruzar o rio Aqueronte. Nas fontes literárias, a pequenez da denominação foi tomada como um lembrete que a morte é um equalizador de ricos e pobres.
Embora o óbolo de Caronte é geralmente reconhecido como helênico, a arqueologia indica que o rito da colocação de uma moeda na boca do defunto era praticada também durante o Império Parta e mesmo Sassânida na região do atual Irã. A moeda, contudo, era costumeiramente um dracma. Em sua entrada sobre a dânaca, Hesíquio afirma que a moeda era mencionada por Heráclides de Cime em seu trabalho perdido Pérsica de cerca de 530 a.C., situando seu uso (talvez erroneamente) no Império Aquemênida.[a]

## Contexto funerário

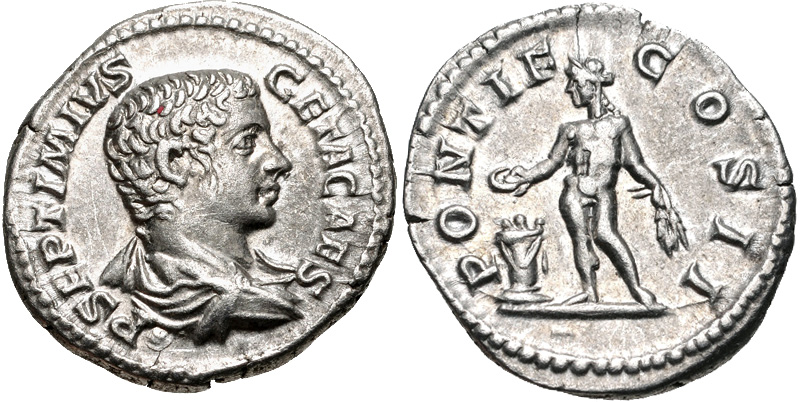
Denário do imperador Geta r. similar à dânaca encontrada no poço do cemitério macedônio

Dânacas de ouro são frequentemente encontradas em túmulos. Em um cemitério tessálio do século IV a.C., uma dânaca de ouro fora colocada sobre os lábios de uma mulher, presumivelmente de sua parafernália religiosa por ser uma iniciada nos Mistérios Órficos ou Dionisíacos. A moeda fora estampada com uma cabeça de Górgona.
Em investigações arqueológicas na Grécia desde meados de 1990, dânacas tenderam a ser encontradas em cemitérios. Em uma necrópole de Hefaisteia, em Lemnos, que começou a ser explorada em 1995, dentre os vários achados situados em túmulos não saqueados há dânacas de ouro. No final dos anos 1990, um cemitério ao norte da Grécia produziu objetos datáveis de meatos do século IV ao começo do III a.C., incluindo enócoas, unguentários, uma grinalda com finas folhas de ouro (por vezes associadas à religião órfica), uma dânaca de ouro e um óbolo de prata com uma Pégaso alado. Uma dânaca de ouro de Geta datando de 199-200 d.C. esta entre os objetos - incluindo cacos, ossos de animais e conchas, e moedas de bronze - recuperados de um poço no centro de um cemitério na Macedônia Central. O poço foi cercado por uma piso pavimentado e abrigado por uma estrutura de pedra. Pensa-se à deposição seguiram refeições funerárias e oferendas ao morto.
Nos relatórios das investigações de 2004-2005, uma única dânaca de ouro foi encontrada junto com moedas de bronze e objetos vítreos em um cemitério acaio onde adultos e crianças foram sepultados em caixões de madeira. Túmulos na Eubeia forneceram cerâmica e artigos vítreos, pequenas ferramentas em osso, estrígis de ferro e dânacas e joias em ouro. No Epiro, túmulos e baús funerários abrigavam dânacas de ouro junto de cântaros, lâmpadas, píxides, figurinhas, anéis de ouro, folhas de carvalho de ouro, estrígis de ferro, uma flauta de osso, fragmentos de estelas funerárias e uma cabeça de mármore de um jovem. Os itens são datáveis do século IV ao II a.C.. Escavações em um cemitério helenístico na mesma área produziu cindo dânacas em ouro junto de 17 frascos de perfume, 26 vasos, uma estrígil de bronze, uma ponta de lança de ferro, figurinhas em terracota e uma pélica com Górgonas na base das alças.

## Uso posterior
A palavra "dânaca" continuou em uso na Idade Média como o árabe daneq, o persa dangh ou daneh e o sânscrito pós-clássico tanka. O nome tem sido associado à tangka de prata da Índia, que tinha o mesmo peso.